# Pförring
Pförring je obec v německé spolkové zemi Bavorsko, ve vládním obvodu Horní Bavory. Leží na levém břehu Dunaje v okrese Eichstätt, přibližně 25 kilometrů na východ od Ingolstadtu, blízko hranice s vládním obvodem Dolní Bavory.
Místo je zmíněno Písni o Nibelunzích. Už v roce 141 našeho letopočtu zde byl založen římský vojenský tábor Castrum Celeusum, jeden z 80, které zajišťovaly Limes Romanus mezi Dunajem a Rýnem. V roce 787 zmiňuje obec Einhard pod jménem Faringa.
Obcí prochází Dunajská cyklostezka.